# Казе Цампига (Форли-Чезена)
Казе Цампига (итал. Case Zampiga) је насеље у Италији у округу Форли-Чезена, региону Емилија-Ромања.
Према процени из 2011. у насељу је живело 218 становника. Насеље се налази на надморској висини од 27 м.